# Rolf Totter
Rolf Totter (* 3. Februar 1922 in Wien; † 22. Jänner 1979 ebenda) war ein österreichischer Karikaturist, Graphiker, Illustrator und Maler.

## Leben
Rudolf Totter wuchs als Sohn von Rudolf Totter und dessen Frau Marie, geb. Edelmeier, im Julius-Popp-Hof in Wien-Margareten auf. Er machte von 1938 bis 1941 eine Kartografenlehre im Bundesamt für Eich- und Vermessungswesen in Wien, wo er in der Abteilung Terrainzeichnung eine Anstellung fand. Im Zweiten Weltkrieg wurde er 1942 an die russische Front geschickt und geriet in Gefangenschaft, hatte aber das Glück, dass man sein Zeichentalent erkannte und ihn als gefragten Portraitisten bevorzugt behandelte. 1947 kehrte er unverletzt, aber von Rheuma gezeichnet, aus der Kriegsgefangenschaft heim.
Von 1947 bis 1951 studierte er an der Akademie der bildenden Künste Wien bei Robin Christian Andersen und Franz Elsner mit dem Abschluss als akademischer Maler. Er arbeitete als Zeichner, Illustrator, Werbegraphiker und Karikaturist u. a. für verschiedene österreichische Tageszeitungen, den Österreichischen Gewerkschaftsbund und die Arbeiter-Zeitung. Seine fruchtbarste Schaffenszeit waren die 1950er und 1960er Jahre, in denen er zu den meistpublizierten Karikaturisten Österreichs zählte. Von 1975 bis zu seinem Tod im Jahr 1979 arbeitete er für die Allgemeine Unfallversicherungsanstalt und weitere Auftraggeber.
Ein bereits im Jahr 1958 diagnostizierter Hirntumor machte in den Folgejahren Operationen und Sanatoriumsaufenthalte nötig. Auch als er auf den Rollstuhl angewiesen war und unter Sehstörungen und halbseitigen Bewegungsausfällen litt, gab er das Zeichnen nicht auf. Rolf Totter wurde im Familiengrab auf dem Waldfriedhof von Bad Erlach beerdigt.
Aus der Ehe mit seiner Frau Herta stammen die zwei Kinder Hannes und Sabine.

## Werk
Totter machte sich vorrangig als Karikaturist einen Namen. Seine Werke wurden unter anderem in der Arbeiter-Zeitung, der Tageszeitung Neues Österreich, der Kleinen Zeitung, in Publikationen des Österreichischen Automobil-, Motorrad- und Touringclubs und in sozialdemokratischen Fachmedien gedruckt. Ab den 1950er Jahren kreierte er seine charakteristischen, meist rundnasigen Figuren, die er nach Anfertigung mehrerer Skizzen in schwungvollen Linien mit Feder und Tinte ausführte. Mit Vorliebe wählte er Themen aus den Bereichen Sport und Arbeit für seine humoristischen Arbeiten aus. Daneben zählten u. a. auch Stadt- und Landschaftsaquarelle sowie Kupferstiche, Werbegraphiken, Plakate  und Exlibris-Drucke zu seinem Repertoire.

## Ausstellungen (Auswahl)
- 1954: Der Frisör und Kunstmäzen „Theo“ mietete weiße leere Plakatwände bei der Gemeinde Wien Städtisches Ankündigungsunternehmen (GEWISTA) an und ließ diese von Akademiestudenten werbewirksam bemalen, darunter die Künstler Lotte Profohs, Martha Kugler, Erich Ess und Rolf Totter.[9]
- 1957: Karikaturen der 4 österreichischen Karikaturisten Bren,[10] Ironimus, Mac,[11] Totter. Österreichische Staatsdruckerei unter Direktor Lambert Haiböck, 166 Zeitungskarikaturen.[12]
- 1959: Die Frau in der Karikatur.  Ausstellung im Frisiersalon „Haus der Frisur“ (Inhaber: Theo) und in der verglasten Passage, 80 Tuschzeichnungen.[13]
- 1969: Tag der offenen Tür 1969. Köpfe und Karikaturen – Der Wiener Stadtsenat. Volkshalle des Wiener Rathauses[14]
- 1973: wien, heiter bis wolkig.  Ausstellung im Ausstellung in der Schmidt-Halle des Wiener Rathauses".[15]
- 2022: Mit sanfter Feder. Sonderausstellung Rolf Totter zum 100. Geburtstag, Hacker-Haus, Bad Erlach.[5]
- 2023ː Heiterkeit braucht keine Worte. Der Karikaturist Rolf Totter. Bezirksmuseum Währing[16]

## Publikationen (Auswahl)
- Aller anfang ist schwer aber lehrlinge sind auch menschen. Ein Schmunzelbuch für „Stifte“. Texte Egon Lutz, Zeichnungen Rolf Totter. Industriegewerkschaft Druck und Papier, Vereinsdruckerei Heilbronn o. J.
- Heitere Olympiade. Ein Schmunzelbuch. Bärmeier und Nikel, Frankfurt am Main 1960.
- Lachender Lorbeer. Heitere Olympiade. Ein Schmunzelbuch. Bärmeier und Nikel, Frankfurt am Main 1960
- mit Hans Hornegg, Erwin Ronelt (Texte): Hilfe Humor: 27 unfehlbare Rezepte für Kraftfahrer. ÖAMTC, Wien 1960.
- Eine heitere Chronik für Motorisierte. 60 Jahre ÖAMTC. gezeichnet von Ironimus, Rang, Rolf Totter. Texte von Erwin Ronelt, Hans Hornegg; ÖAMTC, Wien 1959
- Kumm guat ham! A greimte Fahrschul. Text von Wilhelm Rudnigger; gezeichnet von Rolf Totter, Verlag Carinthia, Klagenfurt, 1965
- Vergnügter Autosalon. Wagen, von denen jeder träumt. Verlag ÖAMTC, Wien o. J.
- mit Hans Hornegg, Erwin Ronelt (Texte): Reiseroulette für Alltagsmüde.Autonarrensicheres System, sich trotzdem zu erholen. ÖAMTC, Wien o. J.
- Josef Konrad Scheuber: Trotzli der Lausbub. Überarbeitete Neuausgabe mit Illustrationen von Rolf Totter. Benziger, Einsiedeln 1960.
- Helden am Steuer. Ein Schmunzelbuch. Bärmeier und Nikel, Frankfurt am Main 1961.
- Josef Konrad Scheuber: Trotzli der Student. Überarbeitete Neuausgabe mit Illustrationen von Rolf Totter. Benziger, Einsiedeln 1962.
- Kurt Eigl: Verliebt in Kitzbühel. Gezeichnet von Rolf Totter. Forum Verlag, Wien/Hannover/Basel 1963.
- mit Hans Hornegg, Erwin Ronelt (Texte): Heiteres Horoskop für Kraftfahrer, die ihren Sternen mißtrauen. ÖAMTC, Wien 1962.
- Heiter ist die Arbeit. Vergnügter noch die Freizeit. Vorwort Gewerkschaft der Bau- und Holzarbeiter Österreichs mit dem Vorsitzenden NR Karl Flöttl und Zentralsekretär Josef Laš, Herausgeber Verleger Anna Hadwiger, Verlags- und Kommissionsbuchhandlung, Wien 1963.
- Hugo Pepper: Kleine Redelehre. Ein Leitfaden für Anfänger und Routinierte. Illustriert von Rolf Totter, Europaverlag, Wien, ISBN 3-203-50470-7
- Mit Stift und Gift. Tramwaystory. Verlag Wiener Stadtwerke - Verkehrsbetriebe, Wien 1968.
- Mit Stift und Gift. Rathausstory. Magistratsdirektion, Presseforum, Wien 1968.
- Unsere 7 Sachen. Mit Texten von Willy Pribil, Ernst Pichler. Jugend und Volk, Wien 1969.
- Er und sie laufen Schi. Ein fideles Brevier für Tiefschnee, Piste und Après. Verlag: Das Bergland-Buch, Salzburg 1974, ISBN 3-7023-0041-4.
- Josef Szimak: Marsch ins Bett! Was mach' ich, bis der Doktor kommt? Illustrationen von Rolf Totter. Ueberreuter, Wien/Heidelberg 1978, ISBN 3-8000-3145-0.
- Sebastian Leitner: So lernt man lernen. Angewandte Lernpsychologie – ein Weg zum Erfolg. u. a. Sonderausgabe 18. Herder Verlag, 1993, ISBN 3-451-23128-X.
- Die Kunst kein Geld auszugeben. Kleine Haushaltskunde für Leute mit Humor. Text von Ernst Hagen. Verlag Zentralsparkasse der Gemeinde Wien, o. J.
- Keine Angst vor Paragraphen: Karijuristische Kommentare zur neuen Straßenverkehrsordnung. ÖAMTC, Wien um 1960.